# 金寶來酒店 (澳門)
金寶來酒店（葡萄牙語：Hotel Tesouro），是一間於2023年開業的持牌酒店，位於氹仔島大潭山，與金皇冠中國大酒店相通。自2020年3月至4月、8月至2021年1月及2021年3月至10月，2019冠狀病毒病澳門疫情輸入個案增加和加強出入境限制措施的情況下，澳門特別行政區政府徵用該酒店用作“醫學觀察酒店”用途，提供給從疫情中高風險地區包括海外、香港和台灣地區抵澳人士入住，當時作為第六間用作醫學觀察用的指定酒店。
該酒店於2022年5月至12月期間一度重新運作，同時被澳門特別行政區政府徵用用作隔離設施的“專門指定醫學觀察酒店”用途，提供給由外國或台灣入境澳門的澳門居民和外地僱員通過預訂並入住作醫學觀察，而相關工作人員被衛生部門列作高風險崗位，同時在該酒店內接受“閉環管理”。 在解除防疫限制措施後，酒店於2023年7月正式開業並投入商業運營。

## 歷史及發展

### 首次徵用醫學觀察酒店用途
2020年3月中旬，2019冠狀病毒病澳門疫情輸入確診個案不斷上升，導致澳門特別行政區政府收緊相關出入境限制政策，所有從中高險地區（包括香港特別行政區及台灣）入境人士需入住醫學觀察酒店接受14天醫學觀察。因應入住醫學觀察酒店需求增加，澳門特別行政區政府於2020年3月21日起借用該酒店用作第二波疫情期間第6間醫學觀察用的指定酒店。至於酒店清潔、保安及餐飲服務方面，將透過不同導遊業界協會安排導遊及協會人員提供相關的接待服務。
2020年4月7日，旅遊局代表在疫情記者會上宣佈，該酒店已清空，沒有隔離人士入住；經消毒清潔相關工作後不再用作醫學觀察酒店用途。

### 第二次徵用醫學觀察酒店用途
2020年8月5日，旅遊局公共關係處處長劉鳳池於防疫記者會上表示，澳門特區政府由即日起第二次借用該酒店用作隔離設施之“指定醫學觀察酒店”用途，合共提供450間客房。
2020年12月14日，旅遊局公共關係處處長劉鳳池於防疫記者會上宣佈將醫學觀察酒店分為「指定醫學觀察酒店」及用作自費的「自選醫學觀察酒店」，該酒店繼續用作“指定醫學觀察酒店”用途。
2021年1月11日，旅遊局代表在疫情記者會上宣佈該酒店已於同年1月10日清空，按照衛生當局的指導作出消毒清潔，將不再用作“指定醫學觀察酒店”用途。

### 第三次徵用醫學觀察酒店用途
2021年3月1日，因應自選醫學觀察酒店需求增加，澳門特區政府第三次借用該酒店作為隔離設施，並作為“自選醫學觀察酒店”用途。
2021年6月8日，因應指定隔離設施需求增加，該酒店被轉為“指定醫學觀察酒店”用途。
2021年9月25日，該酒店與相通的金皇冠中國大酒店爆發“保安群組”疫情，所有於該酒店內工作人員和住客需接受閉環管理，同時延長正在接受醫學觀察人士醫學觀察的結束日期至10月1日，後來因感染個案風險增加再延長結束醫學觀察期至10月8日，原居住在金皇冠中國大酒店作醫學觀察的人士被安排遷移至該酒店或澳門喜來登大酒店繼續接受醫學觀察。
2021年10月8日，被延長醫學觀察入住該酒店的人士核檢結果全部為陰性，上述人士解除隔離並清空。該酒店的環境經過完全消毒後，仍可重新啟用，但需視乎該酒店內的配套設施是否完善，包括是否有足夠的工作人員等。

### 用作隔離新美安大廈一期居民
2021年10月11日，因應“裝修群組”患者居住所在的黑沙環新美安大廈第一期被列為封控區域，而該大廈因環境和衛生情況非常惡劣，澳門特區政府決定聯同多個政府跨部門包括衛生局、市政署及治安警察局等採取行動，同時安排多部旅遊巴接載將該大廈內800多名住客遷往該酒店繼續接受醫學觀察，而相關遷移行動在10月12日凌晨約1時許結束。
2021年10月19日，新美安大廈第一期住戶的隔離令結束，相關居民憑解除隔離令離開該酒店並返回新美安大廈內住所。
2021年10月21日，旅遊局代表在疫情記者會上表示，該酒店連同金皇冠中國大酒店已遵循衛生部門的指導進行消毒清潔，兩間酒店暫不用作醫學觀察酒店一段時間，重開時會再向公眾發佈。 其後在2021年10月25日防疫記者會上，旅遊局代表表示，由於該酒店需要進行維修，以及會因應閉環管理進行調整，暫時不會用作醫學觀察酒店用途。

### 計劃用作指定專門醫學觀察酒店用途
2021年11月11日疫情記者會上，旅遊局公共關係處處長藍同好表示，當局在現時隔離酒店中將會增加新的類別「專門醫學觀察酒店」，專門接待次高風險人士，讓該酒店成為首間“專門醫學觀察”用途的酒店。 又表示目前經由新加坡飛回澳門的人士是屬次高風險的，當時預計在12月起投入服務，相關酒店將會採用預訂制度。
至於被用作“專門醫學觀察酒店”的原因，當局表示是由於該酒店可使用的房間數目達到500間，接待能力較高，有利管理和防疫安排；同時該酒店是一棟獨立建築，位置遠離社區。經過衛生部門實地考察及審視現場環境，已對該酒店的感染控制措施作出進一步調整。

### 專門醫學觀察酒店正式運作
2021年11月25日疫情記者會上，旅遊局公共關係處處長藍同好表示，專門接待次高風險人士的醫學觀察酒店用途的金寶來酒店於12月1日起投入服務，房間於11月27日開始接受預訂。另外，為了減少醫學觀察酒店高風險崗位工作人員與隔離人士的接觸，旅遊局將利用新科技， 引入機器人提供非接觸式的服務，例如進行掃描體溫、消毒及配送物資等。現正進行測試，並將首先在「專門醫學觀察酒店」推行。
2022年2月22日，因應香港第五波疫情升溫，新型冠狀病毒感染應變協調中心宣佈，自2022年2月25日起，所有由香港入境澳門的人士，只可入住該酒店接受醫學觀察；而所有擬由香港入境澳門的人士，於2月25日或之後開始入住其他醫學觀察酒店的預約將會取消，受影響人士須重新預訂。
2022年5月8日，新型冠狀病毒感染應變協調中心宣佈調整醫學觀察酒店安排，該酒店改為提供由外國(包括來自菲律賓的外僱)、台灣地區來澳的澳門居民及外僱作醫學觀察。入住的澳門居民如符合資格可申請費用豁免。而從香港特別行政區來澳人士改為預訂並入住澳門喜來登大酒店或鷺環海天度假酒店作醫學觀察。
2022年12月17日，應變協調中心宣佈取消酒店集中隔離，改為5天居家隔離醫學觀察及3天離境限制，入境澳門後，直至入境翌日起計第9天零時前，不能經澳門前往中國大陸，象徵該酒店不再用作醫學觀察用途。

### 正式商業運營
2023年7月，金寶來酒店正式開業，合共提供654間客房，以及“友誼坊餐廳”和“勇士酒吧”餐飲配套，與金皇冠中國大酒店成為姐妹酒店。酒店以歐洲中世紀盔甲騎士為主題，在多處展示在外國捜羅回澳門的名貴藝術品，以及多具最為注目的盔甲展品，均參照中世紀古文物並由人手製作而成的一比一名貴盔甲模型。牆上掛有描述騎士們出征畫像，與盔甲模型互相呼應，讓旅客彷如置身於博物館展示廳中，感受濃厚的中世紀藝術色彩。

## 事件

### 2022年8月中旬閉環工作人員感染事件
2022年8月15日，新型冠狀病毒感染應變協調中心通報，該酒店有一名接受閉環管理的工作人員核酸檢測結果呈陽性，作為防範性措施，部分在該酒店接受隔離人士的隔離時間需延長至8月20日。至於隔離時間延長受影響人士、延長日數方面及感染源頭方面，中心沒有詳細公佈細節。
2022年8月17日，衛生局山頂醫院醫務主任戴華浩、疾病預防及控制中心主任林松、傳新澳門協會副理事長甄慶悅、街總社會服務辦公室協調主任周遠恩出席澳門電台中文頻道時事節目《澳門講場》總結6至7月大規模疫情的防疫工作。 被問到醫觀酒店多次出現感染有何檢討工作，戴華浩表示，醫觀酒店非醫療場所，衛生局要確定場所是否適合作為醫觀酒店，並制定指引，以及為員工培訓，而旅遊部門也設恆常監察機制。戴華浩認為出現感染是由於有人員沒遵守管理原則，指出倘無按指引脫掉防護衣便易被感染，他認同要做好管理優化和持續培訓，尤其清潔和保安員。衛生局疾病預防及控制中心主任林松表示，酒店與醫院的隔離病房負壓設備差別很大，當酒店用作隔離設施時會加大抽氣，並要求住客不可開窗，以及所有醫觀酒店人員閉環管理，出環後仍要多次核檢等。
2022年8月18日疫情記者會上，有傳媒關注到一宗閉環酒店工作人員核酸陽性個案。衛生局健康促進處代處長黃穎雯表示，暫時無發現有其他閉環員工感染的個案，在發現個案後，已立即通知酒店將高風險工作人員檢測加強至每日一檢。旅遊局公共關係處處長藍同好回應稱，根據8月12日最近一次的巡查報告，未有發現問題，目前正等待衛生局的相關調查結果，若有任何發現或要求亦會立即跟進，強調所有參與抗疫工作的前線人員，包括醫觀酒店的同事都承擔著感染風險。

## 外部連結
- 金寶來酒店官方網站 （页面存档备份，存于）